# مهدي عسوس
مهدي عسوس (مواليد 25 سبتمبر 1977) هو ملاكم جزائري، مثّل بلاده في الألعاب الأولمبية الصيفية 1996.

## روابط خارجية
مهدي عسوس على موقع أوليمبيديا (الإنجليزية)